# Памятники природы Артинского городского округа
Памятники природы — природные объекты, имеющие научное, историческое или культурно-просветительное и эстетическое значение (водопады, геологические обнажения, уникальные деревья и т. п.), охраняются государством. Все памятники природы подлежат строгой охране, должны быть ограничены и полностью изъяты из хозяйственного использования. Они могут служит лишь для научных и познавательных целей, а также для культурного отдыха.
На территории Артинского городского округа выделено 9 памятников природы, каждый из них имеет своё уникальное значение и свою неповторимую красоту.
Постановлением Правительства Свердловской области 17.01.2001 г. утвержден перечень особо охраняемых территорий, расположенных в Свердловской области.
На территории Артинского района это следующие объекты:
- Гора Кашкабаш (Романов увал) — геологический памятник природы федерального значения, расположен в двух километрах от села Курки, на правом берегу р. Уфа. Здесь в 1873 г. А. Карпинский впервые в истории геологии обнаружил остатки головоногих моллюсков-аммонитов. Место открытия и описания А. Карпинским артинского яруса нижнего отдела пермской системы.
- Сабарский ландшафтный заказник — заповедный участок темнохвойных широколиственных лесов. Научно-показательный участок крайних северо-восточных елово-широколиственных лесов восточно-европейского типа в России (с липой, кленом и ильмом)
- Каменный ложок — геоморфологический памятник природы, расположенный на правом берегу р. Уфа, в двух километрах ниже по течению от деревни Комарово на территории Сабарского заказника . Имеет оригинальные отложения горных пород конгломератов и песчаников.
- Березовская дубрава — ботанический памятник природы вблизи села Березовка. Крайняя точка ареала дуба черешчатого в России.
- Поташкинская дубрава — ботанический памятник природы вблизи села Поташка. Крайняя точка ареала дуба черешчатого в России.
- Участок елово-пихтовых древостоев — ботанический памятник природы, который расположен в окрестностях села Азигулово, в пойме р. Уфа.. Высокопродуктивное насаждение темнохвойных пород. Необычная форма пихты с сизой хвоей.
- Горные ковыльные степи — ботанический памятник природы вблизи деревень Верхний и Нижний Бардым. Эти степи имеют большое научное значение, как участок целинной степи.
- Участок горных ковыльных степей — ботанический памятник природы, расположен в окрестностях села Новый Златоуст. Также хорошо сохранившийся участок горных степей.
- Участок культурной посадки женьшеня — ботанический памятник природы. Расположен в деревне Комарово. В 1975 году был заложен первый на Среднем Урале питомник по выращиванию лекарственного растения женьшень.